# Trillingnerven
Trillingnerven (latin: nervus trigeminus) är den femte kranialnerven (kranialnerv V).

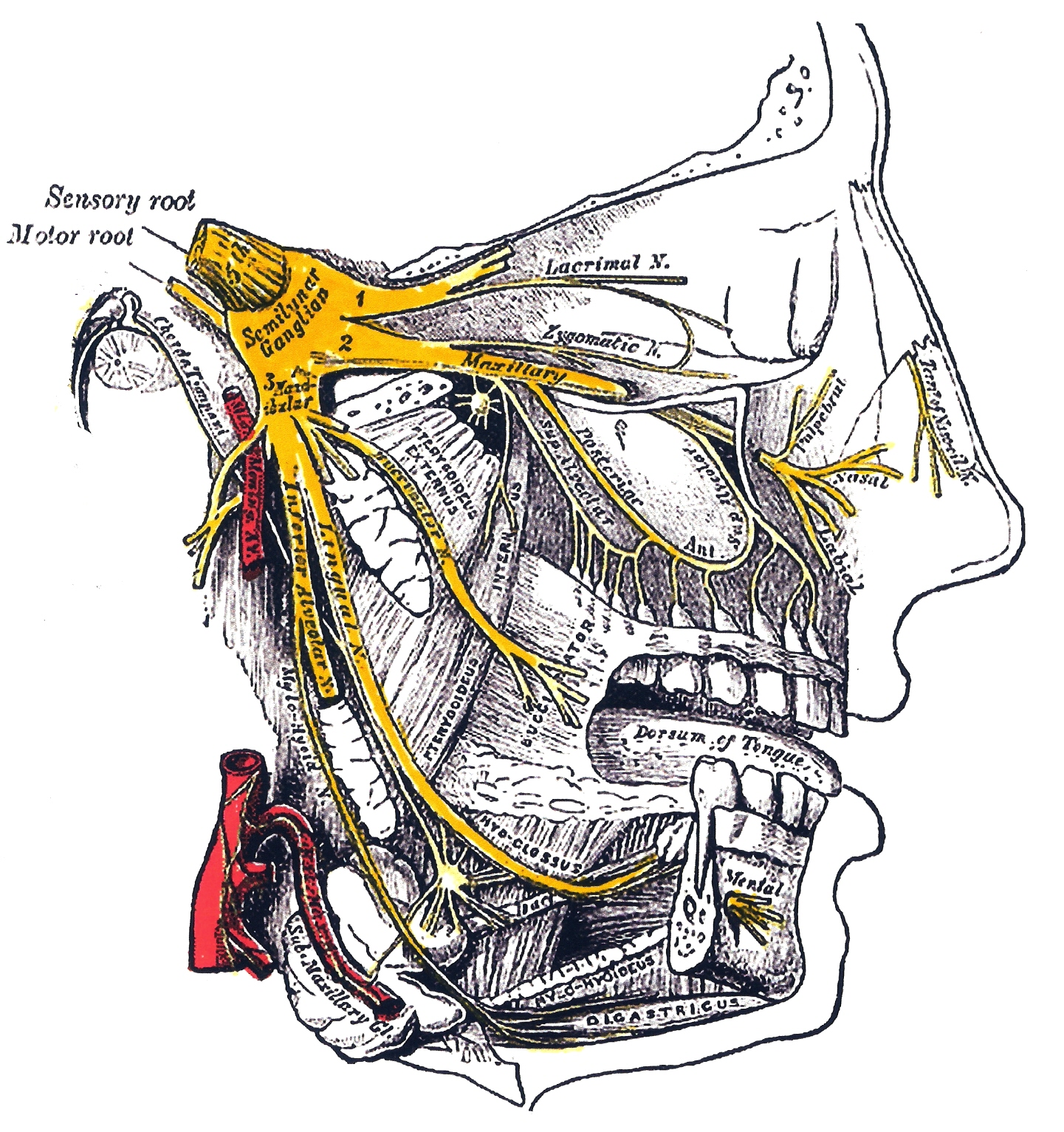
Trillingnerven i gult.

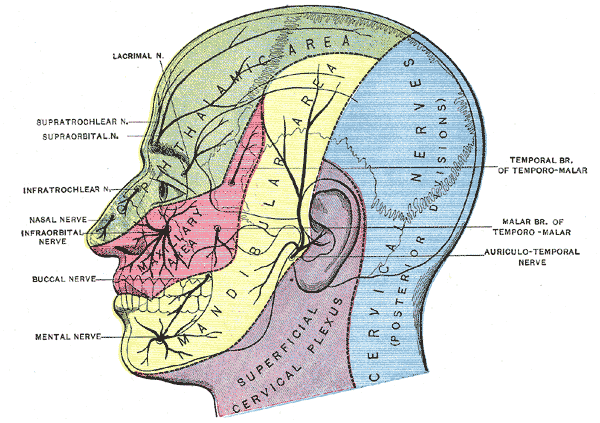
Här ses trillingnervens innervering av ansiktets hud (grönt område för nervus ophthalmicus, rött område för nervus maxillaris och gult område för nervus mandibularis).

Trillingnerven innehåller sensoriska nervfibrer (från de tre trigeminuskärnorna) samt motoriska nervfibrer (från den motoriska trigeminuskärnan). Trillingnervens tjocka huvudgren träder ut från hjärnstammen vid pons och delar sig i tre mindre grenar i kraniumhålan: nervus ophthalmicus (V1), nervus maxillaris (V2) och nervus mandibularis (V3). Alla tre dottergrenar innerverar sensoriskt, bland annat den största delen av ansiktets hud. Endast nervus mandibularis har motoriska nervfibrer vilka är främst viktiga för tuggfunktion.
Nervus ophthalmicus (V1) träder ut till ögonhålan via fissura orbitalis superior. Nervus ophthalmicus innerverar sensoriskt bindhinnorna, tårkörtlarna, ögonen, etmoidalsinus, kilbenshålorna, pannhålorna, näshålan, dura mater i den främre skallgropen, falx cerebri, superiort över tentorium cerebelli och hud. Nervus ophthalmicus förgrenas bland annat till nervus supratrochlearis och nervus supraorbitalis vilka träder ut i huden. Kliniskt är nervus ophthalmicus viktig för corneal- respektive tårreflexen.
Nervus maxillaris (V2) träder ut till fossa pterygopalatina via foramen rotundum. Nervus maxillaris innerverar sensoriskt dura mater i den mellersta skallgropen, nasofarynx, näshålan, käkhålorna, kilbenshålorna, etmoidalsinus, den övre delen av munhålan (gommen samt den övre tandraden och tandkött) och hud. En gren av nervus maxillaris kallad nervus infraorbitalis träder in i ögonhålan för att därefter träda ut i huden.
Nervus mandibularis (V3) träder ut till fossa infratemporalis via foramen ovale. Avseende motorik innerverar nervus mandibularis tuggmuskulatur, m. mylohyoideus, m. diagastricus venter anterior, m. tensor tympani och m. tensor veli palatini. Avseende sensorik innerverar nervus mandibularis den nedre delen av munhålan (de främre två tredjedelarna av tungan, munhålegolvet och kindernas slemhinnor samt den nedre tandraden och tandkött), dura mater i den bakre skallgropen och hud. En gren till nervus mandibularis träder in i mandibelns kanal för att bland annat träda ut i huden som nervus mentalis.